# Западногерманский неолиберализм
Западногерма́нский неолиберали́зм (также «ордолиберали́зм») — экономическая концепция, зародившаяся в Западной Германии в середине XX века на базе синтеза «новой» и «старой» исторической школы, неоклассики и традиционного либерализма. Методологически неолиберализм наиболее близок к новой исторической школе, для которой характерна трактовка процесса общественного развития как медленной, постепенной эволюции и выделение при этом различных порядков, ступеней и стилей организации хозяйственной жизни. В отличие от неоклассики в методологическом инструментарии неолиберализма маржинализм не занимает самостоятельного, а тем более, центрального места.

## Представители западногерманского неолиберализма
В западногерманском неолиберализме выделяют два родственных, но тем не менее разных, направления: 1) ордолиберализм, или «Фрайбургская школа»; 2) социально-гуманистическое направление.

### Фрайбургская школа
У истоков этого направления в середине 1930-х годов стояли профессора Фрайбургского университета (отсюда наименование научного течения — «Фрайбургская школа») — Вальтер Ойкен, Франц Бём и Ганс Гроссманн-Дёрт, а также примкнувшие к ним позднее Леонхард Микш, Фридрих Лутц, Фридрих Майер, Константин фон Дитце, Адольф Лампе, Герхард Риттер, Эрвин фон Бекерат, Гётц Брифс, Отто Вайт. Ключевая роль в становлении Фрайбургской школы принадлежала В. Ойкену, который впервые систематически изложил теорию хозяйственных порядков и разработал принципы взаимосвязанной и комплексной экономической политики.
Термин «ордолиберализм» происходит от названия основанного В. Ойкеном и Ф. Бёмом в 1948 году альманаха «ORDO», которому предшествовал выпуск в 1937 году двух номеров серии публикаций под названием «Порядок экономики» («Ordnung der Wirtschaft»). Названия альманаха и научного направления происходят от латинского слова «ordo» — «порядок», что отражает взгляды представителей этого направления на проблемы порядка в экономике и обществе. Термин «ордолиберализм» впервые появился в 1950 году в работе Х. Мёллера, который так назвал группу неолибералов, собравшихся вокруг В. Ойкена и его школы.

### Социально-гуманистическое направление
К наиболее видным представителям этого направления относятся Вильгельм Рёпке и Александер Рюстов, соединявшие в своих работах проблемы экономического, общественного и культурного развития и опиравшиеся не только на достижения экономической, социологической и исторической наук, но и на религиозные ценности.